# 化学命名法
化学命名法（英語：Chemical nomenclature）是为化合物制定系统名称的一套规则。世界上使用最广泛的命名法是由国际纯粹与应用化学联合会（IUPAC）创建和开发的命名法。
IUPAC命名法确保每种化合物（及其各种异构体）只有一个正式接受的名称，即系统IUPAC名称。但是，某些化合物可能有也被接受的替代名称，称为首选IUPAC名称，该名称通常取自该化合物的通俗名称。最好，该名称也应代表化合物的结构或化学性质。
例如，白醋（white vinegar）的主要成分是CH
3COOH,，俗称醋酸（acetic acid），也是其推荐首选的IUPAC名称，但其正式、系统的IUPAC名称是乙酸（ethanoic acid）。
IUPAC的有机和无机化合物命名规则包含在两本出版物中，分别称为《蓝皮书》和《红皮书》。第三本出版物，称为《绿皮书》，该书建议使用符号表示物理量（与国际纯粹与应用物理学联合会（IUPAP）合作）。而第四本出版物，称为《金皮书》，定义了许多化学中的技术术语。生物化学为《白皮书》，（与国际生物化学与分子生物学联盟（IUBMB）合作）。分析化学为橙皮书。高分子化学为紫皮书以及临床化学《银皮书》都有类似的汇编。这些“颜色／彩色书籍”由《纯粹与应用化学》杂志定期发表的具体建议补充。